# Axinopalpis
Axinopalpis là một chi xén tóc.